# 筑紫台高等学校
太字文
筑紫台高等学校（ちくしだいこうとうがっこう）は、福岡県太宰府市連歌屋一丁目にある私立高等学校。学校法人筑紫台学園が運営する。

## 設置学科
- 普通科
  - アドバンスコース
  - 特別進学コース
  - 進学コース
  - 情報コース
- 総合学科
  - スポーツ科学系列
  - 調理系列
  - 公務員進学系列
  - 福祉保育系列
  - ものづくり系列
- 工業技術科
  - 電子機械科
  - 電気科
  - 自動車科
  - 建築科

## 沿革
- 1957年 - 学校法人九州工業学園九州工業高等学校筑紫分校として創立。土木科と建築科を設置。
- 1958年 - 筑紫分校を筑紫工業高等学校へ改称。機械科と電気科を増設。
- 1961年 - 電気通信科を増設。
- 1963年 - 電気通信科を電子科へ改称。
- 1969年 - 自動車科を増設。
- 1971年 - 野球部、第53回全国高等学校野球選手権大会に初出場。
- 1977年 - 普通科を増設。
- 1978年 - 運営母体が学校法人九州工業学園より分離独立し、新たに設立された学校法人筑紫工業学園となる。
- 1987年 - 電子機械科を増設。電子科を情報電子科へ改称。
- 1989年 - 土木科を建設工業科へ改称。
- 1992年 - 学校法人筑紫工業学園筑紫工業高等学校を学校法人筑紫台学園筑紫台高等学校へ改称。普通科に男女共学を導入。
- 1993年 - 機械科を電子機械科に統合。普通科に特進クラス新設。情報処理科（男女共学）を増設。建設工業科を土木科へ改称。
- 1998年 - 情報電子科を電気科に統合。工業科に男女共学導入。
- 2002年 - 総合学科を増設。工業科を括り募集へ（I類・II類・III類）。
- 2008年 - 情報処理科をコンピュータビジネス科へ改称。工業科の括り募集をI類（電子機械科・電気科・建築科）・II類（自動車科）とする。

## 最寄り駅など
- 西鉄太宰府線: 太宰府駅

## 著名な出身者
- 徳永善也 - 元チェッカーズのドラマー。通称クロベエ。
- 高田課長 - よしもとクリエイティブ・エージェンシー福岡事務所に所属。本名は高田博文。
- 寺田吉孝 - 元ブロ野球選手
- 鶴崎茂樹 - 元プロ野球選手
- 中原朝日 - 元プロ野球選手
- 村井一男 - 元プロ野球選手
- 服部文夫 - 元プロ野球選手
- 仲村来唯也 - プロ野球選手
- 坂田松一 - 元社会人野球選手
- 高尾時流 - ラグビー選手
- 木村圭汰 - ラグビー選手
- T・K　陸上選手

## 教職員経験者
- 高畠導宏 - 元プロ野球コーチ。引退後、58歳で同校の教員となった。